# Novum (álbum)
Novum es un álbum de estudio de la banda de rock británica Procol Harum, publicado en abril de 2017. Es el primer álbum de estudio de la agrupación en 14 años, y el primero que no incluye la colaboración del compositor Keith Reid. Gary Brooker es el único miembro original de la agrupación que participó en la grabación del disco.

## Lista de canciones
1. "I Told On You" (Brooker / Brown / Phillips)
2. "Last Chance Motel" (Brooker / Brown / Phillips)
3. "Image of the Beast" (Brooker / Brown / Phillips, Whitehorn)
4. "Soldier" (Brooker / Phillips)
5. "Don't Get Caught" (Brooker / Brown / Phillips)
6. "Neighbour" (Brooker / Brown / Phillips)
7. "Sunday Morning" (Brooker / Brown / Phillips)
8. "Businessman" (Brooker / Brown / Phillips)
9. "Can't Say That" (Brooker / Brown / Phillips)
10. "The Only One" (Brooker / Brown / Phillips)
11. "Somewhen" (Brooker)

## Créditos
- Gary Brooker – piano, acordeón, voz
- Josh Phillips – órgano, voz
- Geoff Whitehorn – guitarra
- Matt Pegg – bajo
- Geoff Dunn – batería
- Pete Brown – letras
- Dennis Weinreich – productor